# Universitat Pontifícia Lateranense
La Universitat Pontifícia Lateranense (Pontificia Università Lateranense) és una universitat de l'Estat del Vaticà amb seu a Roma. La universitat, coneguda com la universitat del Papa, també inclou el Pontifici Institut Joan Pau II per a Estudis sobre el Matrimoni i la Família. El Gran Canceller de la Universitat és el cardenal vicari general del Papa per la diòcesi de Roma, o sigui que la universitat està directament sota l'autoritat del Papa. El 2012 hi havia estudiants de més de 100 nacionalitats.
Del 2004 al 2006 es van dur a terme una profunda renovació arquitectònica per ampliar la biblioteca Pius XII i restaurar l'Aula Magna Benet XVI amb l'objectiu de "fer de la lectura i la consulta de textos el tema central de la universitat", segons va demanar el rector Fisichella. La biblioteca conserva 600.000 llibres, alguns del segle xvi, i la majoria de filosofia, teologia, dret canònic i cursos acadèmics. S'hi conserven també 25.000 textos antics en un ambient protegit.